# Annette Bhagwati
Annette Bhagwati (* 14. März 1968 in Berlin) ist eine deutsche Ethnologin, Kunsthistorikerin und Direktorin des Museums Rietberg in Zürich.

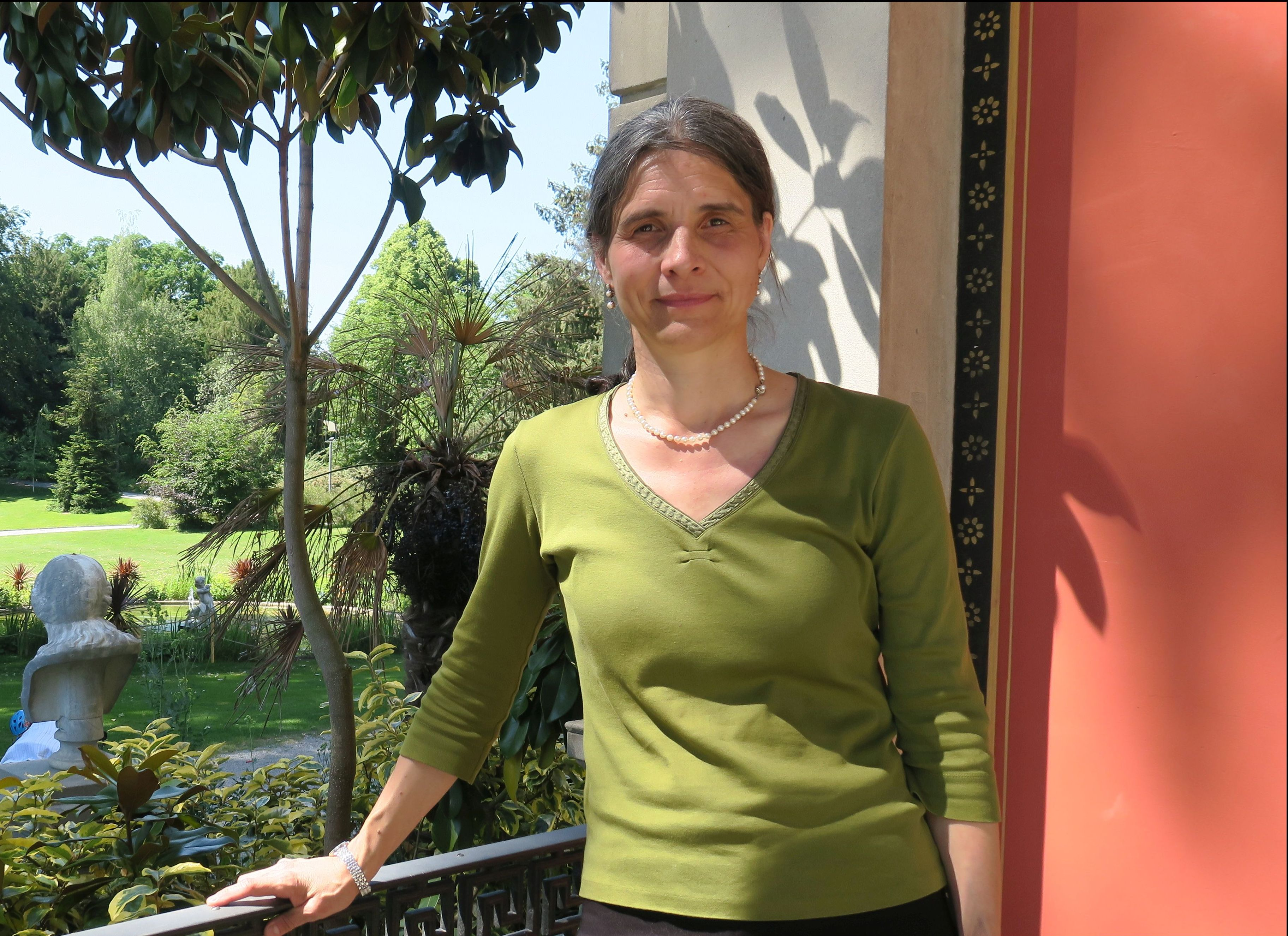
Annette Bhagwati vor der Villa Wesendonck des Museums Rietberg

## Werdegang
Annette Bhagwati studierte in Freiburg im Breisgau, Berlin und London Ethnologie, Kunst und Literatur Afrikas, Kunstgeschichte und Geographie und promovierte an der School of Oriental and African Studies in London. Von 2012 bis Herbst 2019 war Annette Bhagwati am Haus der Kulturen der Welt in Berlin tätig, wo sie kuratorische Forschungs- und Langzeitprojekte leitete. An derselben Institution verantwortete sie bereits zwischen 2000 und 2006 eine Vielzahl von Ausstellungsprojekten an der Schnittstelle von Kunst und Wissenschaft – sowohl im kuratorischen als auch im organisatorischen Bereich. Seit November 2019 ist Annette Bhagwati Direktorin des Museums Rietberg
Zwischen 2009 und 2012 lehrte Annette Bhagwati an der Concordia University in Montreal am Institut für Kunstgeschichte Ausstellungsgeschichte nichtwestlicher Kunst, Kunstethnologie und Museumskunde. Annette Bhagwati ist breit vernetzt in Verbänden und Forschungsnetzwerken, die sie teilweise mitinitiiert hat. Forschungs- und Studienaufenthalte führten sie nach Benin, Indien, Singapur, Indonesien, Thailand und Vancouver.